# Final del Torneo Apertura 2011 (Colombia)
La final del Torneo Apertura 2011 de la Categoría Primera A del fútbol profesional colombiano fueron una serie de partidos de fútbol que se jugaron los días 12 y 18 de junio de 2011 para definir al primer campeón del año del fútbol en Colombia. La disputaron los ganadores de las semifinales: el Atlético Nacional y La Equidad.

## Antecedentes
Los dos equipos en contienda ya se enfrentaron en una final por la estrella de la Categoría Primera A. Fue en el Torneo Finalización 2007, en la cual se impuso Atlético Nacional 3-0 en el Estadio Nemesio Camacho El Campín, Bogotá, y empate sin goles en el Estadio Atanasio Girardot de Medellín. Aquella ocasión fue de final inédita entre uno de los equipos más tradicionales del fútbol en Colombia y un club que había ascendido la temporada anterior desde la Primera B.
Atlético Nacional regresa a una final luego de cuatro años sin llegar a la máxima instancia previa al título. Justamente, su final más reciente fue la citada en el Finalización 2007. En la era de los torneos cortos (desde 2002), esta es la séptima final. El equipo verdolaga logró la estrella en los torneos 2005-I, 2007-I y 2007-II y fue subcampeón en los torneos 2002-I, 2004-I y 2004-II. En total, Atlético Nacional suma en su palmarés 10 títulos de la Primera A, en las temporadas 1954, 1973, 1976, 1981, 1991, 1994, 1999, 2005-I, 2007-I, 2007-II.
Entre tanto, La Equidad llega por tercera ocasión a la final del fútbol colombiano. La primera fue en el Finalización 2007, contra Nacional y la segunda fue la final del Torneo Apertura 2010, la cual perdió contra Junior en Barranquilla.

## Camino a la final

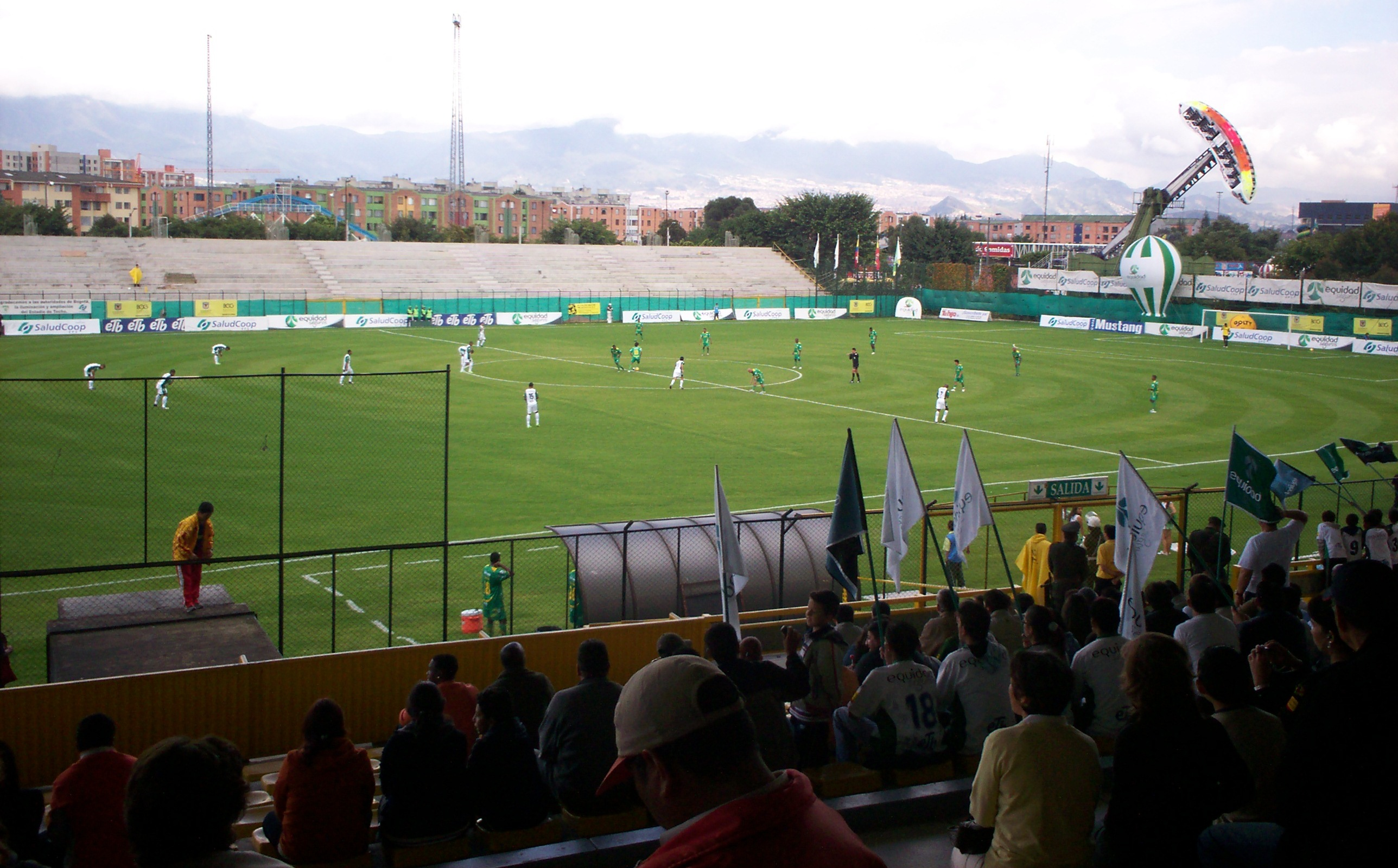
Estadio Metropolitano de Techo, sede del partido de ida de la final.

En la fase de todos contra todos, Atlético Nacional finalizó en el tercer lugar, mientras que La Equidad avanzó quinto a la fase de cuartos de final dentro del sistema nuevo de la Liga colombiana por la modificación del calendario ante la realización del Mundial Sub-20 de 2011 en Colombia.
En los cuartos de final, La Equidad se enfrentó a Envigado F. C., superandolo 1-0 en el Estadio de Techo, con gol de Javier Araújo. En el partido de vuelta, jugado en el Estadio Polideportivo Sur el duelo finalizó con empate a un tanto, lo cual permitió al equipo 'asegurador' clasificar a la semifinal.
En la semifinal, La Equidad se enfrentó a uno de los equipos más tradicionales del país, Millonarios, en una serie muy disputada hasta el final. El partido de ida se jugó en el Estadio El Campín, donde hubo empate a dos tantos con un polémico arbitraje que marcó la despedida de Oscar Ruiz. La vuelta se jugó en Techo con altas medidas de seguridad, luego que se especulara la no realización del encuentro en Techo sino en otro escenario como El Campín. En la cancha, el equipo asegurador avanzó tras vencer 2-1 con el doblete anotado por Wilberto Cosme.
Entre tanto, Atlético Nacional enfrentó en cuartos de final al Deportivo Cali, cayendo en el primer partido 1-0. La revancha se jugó en el Estadio General Santander de Cúcuta, ante la negativa de préstamo del Atanasio Girardot y otros escenarios en Itagüí, Bogotá y Armenia. Un agónico tanto de Jairo Palomino en el último minuto llevó la serie a los tiros desde el punto penal, donde clasificó Nacional gracias a la vital actuación del arquero Gastón Pezzuti.
En la fase semifinal, Nacional superó con claridad al Deportes Tolima 3-1 en el regreso al Atanasio Girardot de Medellín, gracias a dos anotaciones de Dorlan Pabón. En el partido de vuelta, jugado en Ibagué, ganó Tolima 1-0 pero quedó eliminado en el marcador global por 3-2.

## Llave
| Bandera del departamento de Antioquia | vs. |                      |
| ------------------------------------- | --- | -------------------- |
| Atlético Nacional 1 2 3 (3)           | vs. | La Equidad 2 1 3 (2) |

## Estadísticas previas
Total de partidos jugados en el Torneo Apertura 2011 por ambos equipos:
| Ciudad                                | Equipo            | Pts | PJ | G  | E | P | GF | GC | Dif |
| ------------------------------------- | ----------------- | --- | -- | -- | - | - | -- | -- | --- |
| Bandera del departamento de Antioquia | Atlético Nacional | 39  | 22 | 12 | 3 | 7 | 38 | 31 | 7   |
|                                       | La Equidad        | 34  | 21 | 9  | 7 | 5 | 27 | 17 | 10  |

- Leyenda:  Pts=Puntos; PJ=Partidos jugados; G=Partidos ganados; E=Partidos empatados; P=Partidos perdidos; GF=Goles a favor; GC=Goles en contra; DIF=Diferencia de gol

### Enfrentamientos previos
A continuación se listan todos los enfrentamientos previos entre La Equidad y Atlético Nacional desde 2007.
- Torneo Apertura 2007

| 4 de febrero de 2007, 15:30 | La Equidad                                                             | 3:4 (1:2) | Atlético Nacional                                                   | Estadio Alfonso López P., Bogotá |                                |
|                             | Jáminson Hurtado 35' · Stalin Motta 65' (pen.) · Ronald Alegrías 90+2' | Reporte   | Elkin Murillo 30' · Jairo Patiño 41' · Sergio Galván 53' (pen.) 77' | Árbitro(s): Sebastián Valencia   | Árbitro(s): Sebastián Valencia |

- Torneo Finalización 2007

| 21 de julio de 2007, 20:15 | Atlético Nacional | 0:0     | La Equidad | Estadio Atanasio Girardot, Medellín |                                |
|                            |                   | Reporte |            | Árbitro(s): Jorge Hernán Hoyos      | Árbitro(s): Jorge Hernán Hoyos |

| 16 de diciembre de 2007, 17:00 | La Equidad | 0:3 (0:1) | Atlético Nacional                                               | Estadio El Campín, Bogotá      |                                |
|                                |            | Reporte   | Carmelo Valencia 21' · Sergio Galván 57' · León Darío Muñoz 83' | Árbitro(s): Héctor Jairo Parra | Árbitro(s): Héctor Jairo Parra |

| 19 de diciembre de 2007, 20:10 | Atlético Nacional | 0:0     | La Equidad | Estadio Atanasio Girardot, Medellín |                        |
|                                |                   | Reporte |            | Árbitro(s): Oscar Ruiz              | Árbitro(s): Oscar Ruiz |

- Torneo Apertura 2008

| 9 de marzo de 2008, 15:30 | Atlético Nacional | 0:1 (0:0) | La Equidad         | Estadio Atanasio Girardot, Medellín |                                |
|                           |                   | Reporte   | Gabriel Torres 75' | Árbitro(s): Héctor Jairo Parra      | Árbitro(s): Héctor Jairo Parra |

- Torneo Finalización 2008

| 30 de agosto de 2008, 15:30 | La Equidad       | 1:0 (1:0) | Atlético Nacional | Estadio Metrop. de Techo, Bogotá |                               |
|                             | Stalin Motta 24' | Reporte   |                   | Árbitro(s): Hernando Buitrago    | Árbitro(s): Hernando Buitrago |

| 22 de noviembre de 2008, 17:30 | La Equidad | 0:0     | Atlético Nacional | Estadio El Campín, Bogotá |                        |
|                                |            | Reporte |                   | Árbitro(s): Oscar Ruiz    | Árbitro(s): Oscar Ruiz |

| 14 de diciembre de 2008, 15:30 | Atlético Nacional   | 1:4 (1:2) | La Equidad                                                       | Estadio Atanasio Girardot, Medellín |                                |
|                                | Carlos Rentería 17' | Reporte   | Álvaro Manga 25', 61' · Wilson Carpintero 59' · Roberto Polo 41' | Árbitro(s): Héctor Jairo Parra      | Árbitro(s): Héctor Jairo Parra |

- Torneo Apertura 2009

| 8 de febrero de 2009, 15:30 | La Equidad       | 1:0 (0:0) | Atlético Nacional | Estadio Metrop. de Techo, Bogotá |                           |
|                             | Roberto Polo 85' | Reporte   |                   | Árbitro(s): Ramiro Suárez        | Árbitro(s): Ramiro Suárez |

- Torneo Finalización 2009

| 10 de julio de 2009, 20:00 | Atlético Nacional | 1:1 (1:0) | La Equidad          | Estadio Atanasio Girardot, Medellín |                           |
|                            | Baiano 17'        | Reporte   | Jherson Córdoba 55' | Árbitro(s): Luis Trujillo           | Árbitro(s): Luis Trujillo |

- Torneo Apertura 2010

| 8 de mayo de 2010, 18:20 | La Equidad                                   | 2:1 (1:1) | Atlético Nacional   | Estadio El Campín, Bogotá |                          |
|                          | Renzo Sheput 7' (pen.) · Carlos Rentería 75' | Reporte   | Giovanni Moreno 17' | Árbitro(s): Imer Machado  | Árbitro(s): Imer Machado |

- Torneo Finalización 2010

| 10 de noviembre de 2010, 17:20 | Atlético Nacional                                             | 3:1 (0:1) | La Equidad               | Estadio Atanasio Girardot, Medellín |                             |
|                                | Orlando Berrío 58' · Dorlan Pabón 70' · Marcos Mondaini 90+2' | Reporte   | Ariel Carreño 43' (pen.) | Árbitro(s): Brayner Escobar         | Árbitro(s): Brayner Escobar |

- Torneo Apertura 2011

| 12 de febrero de 2011, 15:00                                                                             | La Equidad         | 1:1 (1:0) | Atlético Nacional    | Estadio El Campín, Bogotá  |                            |
| | John Alex Cano 41' | Reporte   | Yovanny Arrechea 80' | Árbitro(s): José Luis Niño | Árbitro(s): José Luis Niño |
| Durante el segundo tiempo, el partido se suspendió por 5 minutos por un rayó que cayo cerca del estadio. |                    |           |                      |                            |                            |

## Desarrollo de la final

### Partido de ida
El partido de ida se jugó en el Estadio Metropolitano de Techo de Bogotá a pesar de que La Equidad podía hacer uso del Estadio Nemesio Camacho El Campín para efectos de una recaudación de taquilla más grande por el aforo del estadio. El partido comenzó y tan solo al minuto siete de juego, el mediocampista Macnelly Torres logra filtrar un pase a su compañero Carlos Rentería que en presunta posición adelantada pondría arriba a los verdolagas y le permitiría al atacante de Chocó llegar a la cima de la tabla de goleadores igualando a Edison Toloza. Al minuto 16 el ex-Nacional Hugo Soto remataría al arco de Nacional pero Gastón Pezzuti ataharía bien el tiro. Ya en el minuto 38 después de una buena jugada de Rentería, Dorlan Pabón probó a German Caffa que también pudo despejar el esférico para fortuna de La Equidad. Ya finalizando el primer tiempo, Juan Gilberto Núñez después de recibir el pase de Dahwling Leudo se daría vuelta y con la punta de su botín lograría marcar el empate para el equipo de la capital de la república.
Para el segundo tiempo el de la iniciativa fue Equidad, y al minuto 17 tras un tiro libre de costado de Roberto Polo, el defensa Edwin Rivas anotaría el segundo en la cuenta aseguradora. Equidad tuvo más remates a puerta pero el argentino Pezzuti los controló para que al final el partido terminara dos por uno a favor de La Equidad.
- Reporte oficial del partido.[30]

| 22         | Guardameta     | Germán Caffa        |     |
| 4          | Defensa        | Hugo Soto           |     |
| 3          | Defensa        | Hanyer Mosquera     |     |
| 8          | Defensa        | Dahwling Leudo      |     |
| 2          | Defensa        | Edwin Rivas         |     |
| 23         | Centrocampista | Dager Palacios      |     |
| 28         | Centrocampista | Marco Canchila      |     |
| 18         | Centrocampista | Juan Gilberto Núñez |     |
| 10         | Centrocampista | Javier Araújo       | 87' |
| 7          | Delantero      | Wilberto Cosme      | 72' |
| 16         | Delantero      | Roberto Polo        | 78' |
| Entrenador | Entrenador     | Alexis García       |     |

| 32         | Guardameta     | Gastón Pezzuti     |     |
| 4          | Defensa        | Stephen Barrientos |     |
| 3          | Defensa        | Edgar Zapata       |     |
| 15         | Defensa        | Víctor Giraldo     |     |
| 17         | Defensa        | Danny Aguilar      |     |
| 14         | Centrocampista | Jairo Palomino     |     |
| 24         | Centrocampista | Sebastián Pérez    | 51' |
| 7          | Centrocampista | Jairo Patiño       | 70' |
| 10         | Centrocampista | Macnelly Torres    |     |
| 88         | Delantero      | Dorlan Pabón       |     |
| 9          | Delantero      | Carlos Rentería    | 83' |
| Entrenador | Entrenador     | Santiago Escobar   |     |

| 6  | Defensa   | Darwin Andrade | 72' |
| 14 | Delantero | Luis Yanes     | 78' |
| 15 | Defensa   | Eduar Zea      | 87' |

| 6  | Defensa        | Stefan Medina  | 51' |
| 8  | Centrocampista | Víctor Ibarbo  | 70' |
| 28 | Delantero      | Orlando Berrío | 83' |

| Anotado | 44' | Juan Gilberto Núñez | 1 - 1 |
| Anotado | 62' | Edwin Rivas         | 2 - 1 |

| Anotado | 7' | Carlos Rentería | 0 - 1 |

| Amonestado | 45' | Daniel Bocanegra |

| Árbitro             | Wilson Lamoroux |
| Árbitros asistentes | Rafael Rivas    |
| Árbitros asistentes | Dionisio Ruiz   |
| Cuarto árbitro      | Hervin Otero    |

| 22         | Guardameta     | Germán Caffa        |     |
| 4          | Defensa        | Hugo Soto           |     |
| 3          | Defensa        | Hanyer Mosquera     |     |
| 8          | Defensa        | Dahwling Leudo      |     |
| 2          | Defensa        | Edwin Rivas         |     |
| 23         | Centrocampista | Dager Palacios      |     |
| 28         | Centrocampista | Marco Canchila      |     |
| 18         | Centrocampista | Juan Gilberto Núñez |     |
| 10         | Centrocampista | Javier Araújo       | 87' |
| 7          | Delantero      | Wilberto Cosme      | 72' |
| 16         | Delantero      | Roberto Polo        | 78' |
| Entrenador | Entrenador     | Alexis García       |     |

| 32         | Guardameta     | Gastón Pezzuti     |     |
| 4          | Defensa        | Stephen Barrientos |     |
| 3          | Defensa        | Edgar Zapata       |     |
| 15         | Defensa        | Víctor Giraldo     |     |
| 17         | Defensa        | Danny Aguilar      |     |
| 14         | Centrocampista | Jairo Palomino     |     |
| 24         | Centrocampista | Sebastián Pérez    | 51' |
| 7          | Centrocampista | Jairo Patiño       | 70' |
| 10         | Centrocampista | Macnelly Torres    |     |
| 88         | Delantero      | Dorlan Pabón       |     |
| 9          | Delantero      | Carlos Rentería    | 83' |
| Entrenador | Entrenador     | Santiago Escobar   |     |

| 6  | Defensa   | Darwin Andrade | 72' |
| 14 | Delantero | Luis Yanes     | 78' |
| 15 | Defensa   | Eduar Zea      | 87' |

| 6  | Defensa        | Stefan Medina  | 51' |
| 8  | Centrocampista | Víctor Ibarbo  | 70' |
| 28 | Delantero      | Orlando Berrío | 83' |

| Anotado | 44' | Juan Gilberto Núñez | 1 - 1 |
| Anotado | 62' | Edwin Rivas         | 2 - 1 |

| Anotado | 7' | Carlos Rentería | 0 - 1 |

| Amonestado | 45' | Daniel Bocanegra |

| Árbitro             | Wilson Lamoroux |
| Árbitros asistentes | Rafael Rivas    |
| Árbitros asistentes | Dionisio Ruiz   |
| Cuarto árbitro      | Hervin Otero    |

#### Reacciones

##### La Equidad
Un balance positivo por la victoria, existieron errores, pero es mejor corregir ganando. Fuimos imprecisos con la pelota, el gol fue una mala entrega porque nos cogen mal parados (...) Gracias a Dios se ganó.
Marco Canchila, mediocampista de La Equidad.

En estas finales el que gana el primer partido gana la final así que yo creo que ya hemos sacado una ventaja y esperemos que allá sepamos aprovechar esa ventaja (...) Allá hacemos la parte táctica y ganamos.
Luis Yanes, delantero de La Equidad.

##### Atlético Nacional
Nacional está acostumbrado a estas remontadas heroicas.
Santiago Escobar, entrenador de Atlético Nacional.

### Partido de vuelta
El partido de vuelta se jugó en el Estadio Atanasio Girardot de la ciudad de Medellín. El partido comenzó con una ventaja de La Equidad conseguida en el partido de ida. Las novedades respecto al partido de ida en Atlético Nacional era que regresaban a la titular Víctor Ibarbo y Jhon Valencia por decisión técnica, mientras que por La Equidad regresaba el portero Diego Novoa. El partido empezó con una llegada de La Equidad al minuto dos de juego cuando Javier Araújo le dio un pase a Wilberto Cosme que remató al arco y el argentino Gastón Pezzuti despejaría, en el minuto siete Dorlan Pabón en un tiro libre de aproximadame treinta metros que terminó en el horizontal.
- Reporte oficial del partido.[35]

| 32    | POR   | Gastón Pezzuti     |     |
| 15    | DEF   | Víctor Giraldo     |     |
| 4     | DEF   | Stephen Barrientos |     |
| 3     | DEF   | Edgar Zapata       |     |
| 17    | DEF   | Danny Aguilar      |     |
| 14    | MED   | Jairo Palomino     | 86' |
| 19    | MED   | Jhon Valencia      | 75' |
| 10    | MED   | Macnelly Torres    |     |
| 8     | MED   | Víctor Ibarbo      |     |
| 88    | MED   | Dorlan Pabón       |     |
| 9     | DEL   | Carlos Rentería    | 85' |
| D. T. | D. T. | Santiago Escobar   |     |

| 12    | POR   | Diego Novoa         |     |
| 4     | DEF   | Hugo Soto           |     |
| 28    | DEF   | Marco Canchila      | 59' |
| 3     | DEF   | Hanyer Mosquera     |     |
| 2     | DEF   | Edwin Rivas         |     |
| 8     | MED   | Dahwling Leudo      |     |
| 23    | MED   | Dager Palacios      |     |
| 5     | MED   | Darwin Andrade      | 54' |
| 10    | MED   | Javier Araújo       |     |
| 18    | DEL   | Juan Gilberto Núñez | 83' |
| 7     | DEL   | Wilberto Cosme      |     |
| D. T. | D. T. | Alexis García       |     |

| 34 | POR | Franco Armani   |     |
| 24 | MED | Sebastián Pérez | 86' |
| 23 | MED | Edwin Cardona   |     |
| 7  | MED | Jairo Patiño    | 75' |
| 28 | DEL | Orlando Berrío  | 85' |

| 22 | POR | Germán Caffa |     |
| 15 | DEF | Eduar Zea    |     |
| 5  | DEF | Félix García | 59' |
| 14 | DEL | Luis Yanes   | 83' |
| 16 | DEL | Roberto Polo | 54' |

| Anotado | 44' | Dorlan Pabón    | 1:0 |
| Anotado | 80' | Carlos Rentería | 2:0 |

| Anotado | 90+2' | Roberto Polo | 2:1 |

| Amonestado | 29'   | Ibarbo   |
| Amonestado | 45+1' | Valencia |
| Amonestado | 65'   | Giraldo  |
| Amonestado | 83'   | Rentería |

| Amonestado | 11' | Canchila |
| Amonestado | 28' | Andrade  |
| Amonestado | 38' | Soto     |
| Amonestado | 82' | Mosquera |

|         |                  | 0:0 | Fallo de penal   | Polo     |
| Pabón   | Acierto de penal | 1:0 |                  |          |
|         |                  | 1:0 | Fallo de penal   | Cosme    |
| Torres  | Fallo de penal   | 1:0 |                  |          |
|         |                  | 1:1 | Acierto de penal | Mosquera |
| Aguilar | Acierto de penal | 2:1 |                  |          |
|         |                  | 2:2 | Acierto de penal | Yanes    |
| Patiño  | Acierto de penal | 3:2 |                  |          |
|         |                  | 3:2 | Fallo de penal   | Araújo   |

| Árbitro             | Imer Machado     |
| Árbitros asistentes | Abraham González |
| Árbitros asistentes | Luzmila González |
| Emergente           | Wilson Lamouroux |
| Observador árbitros | Otálvaro Polanco |

| 32    | POR   | Gastón Pezzuti     |     |
| 15    | DEF   | Víctor Giraldo     |     |
| 4     | DEF   | Stephen Barrientos |     |
| 3     | DEF   | Edgar Zapata       |     |
| 17    | DEF   | Danny Aguilar      |     |
| 14    | MED   | Jairo Palomino     | 86' |
| 19    | MED   | Jhon Valencia      | 75' |
| 10    | MED   | Macnelly Torres    |     |
| 8     | MED   | Víctor Ibarbo      |     |
| 88    | MED   | Dorlan Pabón       |     |
| 9     | DEL   | Carlos Rentería    | 85' |
| D. T. | D. T. | Santiago Escobar   |     |

| 12    | POR   | Diego Novoa         |     |
| 4     | DEF   | Hugo Soto           |     |
| 28    | DEF   | Marco Canchila      | 59' |
| 3     | DEF   | Hanyer Mosquera     |     |
| 2     | DEF   | Edwin Rivas         |     |
| 8     | MED   | Dahwling Leudo      |     |
| 23    | MED   | Dager Palacios      |     |
| 5     | MED   | Darwin Andrade      | 54' |
| 10    | MED   | Javier Araújo       |     |
| 18    | DEL   | Juan Gilberto Núñez | 83' |
| 7     | DEL   | Wilberto Cosme      |     |
| D. T. | D. T. | Alexis García       |     |

| 34 | POR | Franco Armani   |     |
| 24 | MED | Sebastián Pérez | 86' |
| 23 | MED | Edwin Cardona   |     |
| 7  | MED | Jairo Patiño    | 75' |
| 28 | DEL | Orlando Berrío  | 85' |

| 22 | POR | Germán Caffa |     |
| 15 | DEF | Eduar Zea    |     |
| 5  | DEF | Félix García | 59' |
| 14 | DEL | Luis Yanes   | 83' |
| 16 | DEL | Roberto Polo | 54' |

| Anotado | 44' | Dorlan Pabón    | 1:0 |
| Anotado | 80' | Carlos Rentería | 2:0 |

| Anotado | 90+2' | Roberto Polo | 2:1 |

| Amonestado | 29'   | Ibarbo   |
| Amonestado | 45+1' | Valencia |
| Amonestado | 65'   | Giraldo  |
| Amonestado | 83'   | Rentería |

| Amonestado | 11' | Canchila |
| Amonestado | 28' | Andrade  |
| Amonestado | 38' | Soto     |
| Amonestado | 82' | Mosquera |

|         |                  | 0:0 | Fallo de penal   | Polo     |
| Pabón   | Acierto de penal | 1:0 |                  |          |
|         |                  | 1:0 | Fallo de penal   | Cosme    |
| Torres  | Fallo de penal   | 1:0 |                  |          |
|         |                  | 1:1 | Acierto de penal | Mosquera |
| Aguilar | Acierto de penal | 2:1 |                  |          |
|         |                  | 2:2 | Acierto de penal | Yanes    |
| Patiño  | Acierto de penal | 3:2 |                  |          |
|         |                  | 3:2 | Fallo de penal   | Araújo   |

| Árbitro             | Imer Machado     |
| Árbitros asistentes | Abraham González |
| Árbitros asistentes | Luzmila González |
| Emergente           | Wilson Lamouroux |
| Observador árbitros | Otálvaro Polanco |

| Campeón Atlético Nacional Undécimo título |

#### Reacciones

##### Atlético Nacional
Muchas gracias a la hinchada por confiar en mí, lo di todo en cada partido y ahora hay que celebrar todo eso que logramos.
Carlos Rentería, delantero verdolaga, que ganó el Botín de oro con 12 anotaciones.

Es una emoción muy grande para toda la gente, para los que están en el cielo. Esto es para muchas personas, para toda la organización Ardila Lulle y para la mejor hinchada del país. El 50 por ciento del título fue de la hinchada. Lo teníamos en las manos y todo el mérito es para los jugadores.
Santiago Escobar, estratega del equipo antioqueño.

Fue impresionante toda la garra que pusieron los chicos. No me quiero perder nada porque quiero disfrutar todo. Esto se lo quiero guardar a mis hijos para el futuro.
Gastón Pezzuti, guardameta argentino. Tapó tres cobros en la definición desde el punto penal.

##### La Equidad
Algo nos faltó para no tener la suerte de ganar la llave, o el juego en Medellín, o de haber marcado un gol más en la ida, o de que no validaran un gol en fuera de lugar. Esas cosas desequilibran.
Alexis García, entrenador del equipo asegurador.

Duele perder el título así. Nos hicieron un gol en fuera de lugar... Para Nacional todo vale.
Diego Novoa, arquero bogotano del subcampeón colombiano.